# Vero amore (singolo)
Vero amore è un brano musicale scritto da Antonio Galbiati, Carlo Palmas e Maria Grazia Fontana, ed interpretato dalla boy band italiana Ragazzi Italiani. Il brano è stato presentato in occasione del Festival di Sanremo 1997 e pubblicato come primo singolo estratto dall'album Vero amore.
Vero amore fu pubblicato anche sul mercato in lingua spagnola, con un testo riscritto Alicia Baroni.

## Tracce
CD Singolo BMG PCD-241
1. Vero Amore - 3:46
2. Vero Amore (Latin Trumpet Mix) - 3:55
3. Vero Amore (Base Line Remix) - 4:58